# John Scalzi
John Scalzi (anglès: John Michael Scalzi)  (Fairfield, 10 de maig de 1969) és un escriptor estatunidenc de ciència-ficció, bloguer i expresident de la SFWA (Science Fiction and Fantasy Writers of America). És conegut la seva saga de ciència-ficció La vella guàrdia (Old's Man War), de la qual tres llibres han estat nomenats als premis Hugo. També és conegut també pel seu blog Whatever on hi escriu cada dia des de 1998.

## Vida
Va néixer a Fairfield, Califòrnia el 10 de maig de 1969. De família monoparental, va créixer a Covina, Glendora, Azusa i San Dimas, prop de Los Angeles. És descendent d'italians, ja que el seu avi va emigrar d'Itàlia cap als Estats Units de petit.
La seva família va patir pobresa quan era nen, i aquesta experiència el va inspirar per escriure el seu assaig més conegut "Being Poor". Va estudiar filosofia a la Universitat de Chicago i es va graduar el 1991.

## Obres

### Sèries de ficció

#### UniversOld Man's War
- La vieja guardia (Old Man's War) 2005
- Questions for a Soldier (Desembre 2005, Subterranean Press, ISBN 1-59606-048-4)
- Las brigadas fantasma (The Ghost Brigades) 2006
- The Sagan Diary (Febrer 2007, Subterranean Press, ISBN 978-1-59606-103-3)
- La colonia perdida (The Last Colony) 2007
- La historia de Zoe (Zoe's Tale) 2008
- After the Coup (Juliol 2008, ebook, Tor.com, ASIN B003V4B4PM)
- La humanidad dividida (The Human Division) 2013
- El final de todas las cosas (The End of All Things) 2015

#### UniversThe Android's Dream
- El sueño del androide (The Android's Dream) 2006
- Judge Sn Goes Golfing (Desembre 2009, Subterranean Press)

#### UniversLock In
- Lock In (Agost 2014, Tor Books, ISBN 978-0-7653-7586-5)
- Unlocked: An Oral History of Haden's Syndrome (Novel·la curta, Maig 2014, Subterranean Press, ISBN 978-1-59606-683-0)
- Head On (Abril 2018, Tor Books, ISBN 978-0-7653-8891-9)

#### SèrieThe Interdependency
- The Collapsing Empire (Març 2017, Tor Books, ISBN 978-0-7653-8888-9)
- The Consuming Fire (pròximament, Octubre 2018, Tor Books, ISBN 978-0-7653-8897-1)
- The Last Emperox (pròximament)

### Ficció independent

#### Novel·les
- El agente de las estrellas (Agent to the Stars)
- Fuzzy Nation (Maig 2011, Tor Books, ISBN 0-7653-2854-2)
- Redshirts (Juny 2012, Tor Books, ISBN 0-76531-699-4)

#### Novel·les curtes
- The God Engines (Desembre 2009, Subterranean Press, ISBN 978-1-59606-299-3)
- The Dispatcher (Octubre 2016, Audiollibre Audible Studios)

#### Relats curts
- "Alien Animal Encounters" (Strange Horizons (online), 15 Octubre 2001)
- "New Directives for Employee – Manxtse Relations" (publicat dins de "Sketches of Daily Life: Two Missives From Possible Futures" per Subterranean Press, 2005. Tornat a publicar amb el títol "Alien Animal Encounters")
- "Missives from Possible Futures #1: Alternate History Search Results" (Subterranean Magazine, online edition, Febrer 2007)
- "How I Proposed to My Wife: An Alien Sex Story" (chapbook, Subterranean Press, 2007; Disponible com shareware in Abril 2008)
- "Pluto Tells All" (Subterranean Magazine, online edition), Maig 2007
- "Utere nihil non extra quiritationem suis" (METAtropolis, Audible.com, 2008, Subterranean Press 2009, Tor Books 2010)
- "Denise Jones, Super Booker" (Subterranean Magazine, online edition), Setembre 2008)
- "The Tale of the Wicked" ('The New Space Opera 2 anthology, Juny 2009)
- "The President's Brain is Missing" (Tor.com, Juliol 2010)
- "An Election" (Subterranean Magazine presented story on Scalzi's blog, online edition), Novembre 2010
- "The Other Large Thing" (Short story first published on Tweetdeck's "Deck.Ly" reprinted on Scalzi's blog), Agost 2011
- "Muse of Fire" (Subterranean Press, Setembre 2013)
- Miniatures: The Very Short Fiction of John Scalzi (Recull de relats curts publicat per Subterranean Press, 31 Desembre de 2016)

### Llibres de No ficció
- The Rough Guide to Money Online (Octubre 2000, Rough Guide Books)
- The Rough Guide to the Universe (Maig 2003, Rough Guide Books, ISBN 1-85828-939-4)
- The Book of the Dumb (Novembre 2003, Portable Press, ISBN 1-59223-149-7)
- The Book of the Dumb 2 (Novembre 2004, Portable Press, ISBN 1-59223-269-8)
- The Rough Guide to Sci-Fi Movies (Octubre 2005, Rough Guide Books, ISBN 1-84353-520-3)
- You're Not Fooling Anyone When You Take Your Laptop to a Coffee Shop: Scalzi on Writing (2007, Subterranean Press, ISBN 1-59606-063-8)
- Your Hate Mail Will Be Graded: Selected Writing, 1998–2008 (2008, Subterranean Press, ISBN 1-59606-211-8).
- The Mallet of Loving Correction (2013, Subterranean Press, ISBN 1-59606-579-6)
- Don't Live For Your Obituary: Advice, Commentary and Personal Observations on Writing, 2008–2017 (2017, Subterranean Press ISBN 978-1-59606-858-2)

### Editor
- Subterranean Magazine, #4 (2006, Subterranean Press)
- METAtropolis (2008, Audible; 2009, Subterranean Press ISBN 1-59606-238-X ; 2010 Tor Books, ISBN 0-7653-2710-4)